# Ванден Сток, Констант
Констант Ванден Сток (нидерл. Constant Vanden Stock; 13 июня 1914, Брюссель — 19 апреля 2008, Уккел) — бельгийский футболист, футбольный тренер и спортивный организатор.

## Биография
Воспитанник футбольной школы «Андерлехта», занимался футболом с 10 лет. В качестве игрока выступал за «Андерлехт» и «Роял Юнион Сен-Жилуаз».
В 1950—1953 работал детским тренером в «Андерлехте». В 1953—1956 годах был президентом футбольного клуба «РКС Ла Форестуаз» из Форе. В 1956—1958 годах входил в тренерскую комиссию национальной сборной. В 1958—1968 годах тренировал сборную Бельгии, под его руководством сборная сыграла 68 матчей. Затем в течение года был техническим директором ФК «Брюгге». С 1969 года работал в руководстве «Андерлехта», в том числе в 1971—1996 — президентом, затем — почётным президентом клуба.
Стадион ФК «Андерлехт» в 1983 году получил имя в честь Константа Ванден Стока.

## Личная жизнь
Помимо футбольной деятельности, был владельцем семейного бизнеса — пивоварни «Belle-Vue». С 14-ти лет работал в семейном кафе и пивоварне, а в годы Второй мировой войны, после того как его отец был отправлен немцами в концлагерь, возглавил семейный бизнес. В 1991 году пивоварня была продана более крупной компании.
Сын, Роджер Ванден Сток, с 1996 года занимает должность президента ФК «Андерлехт».